# Brygada AL im. Wandy Wasilewskiej
Brygada im. Wandy Wasilewskiej – jeden z oddziałów partyzanckich Polskiego Sztabu Partyzanckiego, od lipca 1944 r. podporządkowany został Armii Ludowej.
Zalążkiem brygady był oddział partyzancki Polscy Patrioci działającego za Bugiem. Oddział sformowany został w sierpniu 1943 i początkowo liczył 60 ludzi. Należał do zgrupowania dowodzonego przez gen. Aleksego Fiodorowa. Brygada została sformowana w pierwszym kwartale 1944  r. w okolicach Lubieszowa na Polesiu. W kwietniu Brygada przekroczyła Bug i znalazła się na terenie Lubelszczyzny z zadaniem prowadzenia dywersji na liniach kolejowych Łuków — Brześć, Łuków — Lublin i Lublin — Chełm 
W dniach 8-13 maja 1944 brała udział w marszu parczewskiego zgrupowania AL. W wyniku odmiennych zdań na temat dalszego kierunku marszu brygada wraz z oddziałem Leona Kasmana „Janowskiego” oddzieliła się od zgrupowania i przeszła na południową Lubelszczyznę, gdzie w czerwcu 1944 r. brała udziała w bitwie w lasach janowskich.
Brygada istniała aż do wyzwolenia terenu jej stacjonowania przez Armię Czerwoną 26 lipca 1944. We wspomnianym dniu 6 Gwardyjski Korpus Kawalerii Armii Czerwonej zdobył z pomocą Brygady AL Janów Lubelski, kończąc tym samym okupację niemiecką.

## Skład osobowy
- dowódca – kpt. Stanisław Szelest, w końcu czerwca ciężko ranny w Puszczy Solskiej, skierowany na leczenie
- komisarz – Wiktor Kremieniecki, w lipcu dowódca brygady
- zastępca ds. politycznych – kpt. Józef Krakowski od 13 lipca
- szef sztabu – Nikołaj Kaporcew, poległ 22 czerwca nad Tanwią; od lipca Sergiusz Apanasewicz

Liczyła około 320 żołnierzy.